# Scugnizzo

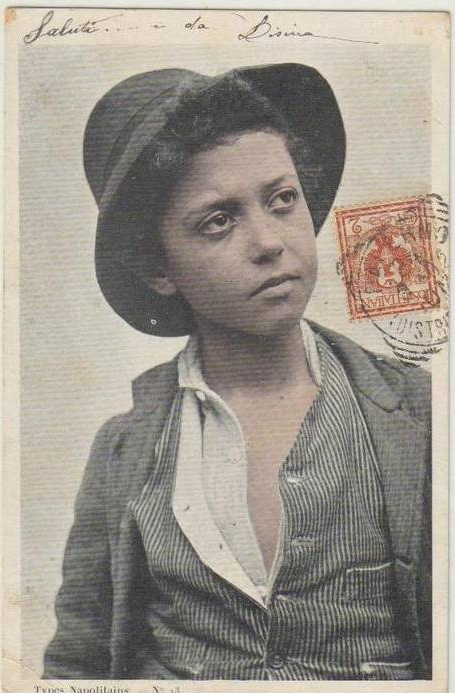
Un scugnizzo au XIXe siècle.

Le scugnizzo (pluriel scugnizzi) est un gamin de rue napolitain au caractère rusé et vif, disposé à vivre d'expédients . 
C'est un terme dialectal napolitain qui fait désormais partie de la langue italienne.
Le terme est utilisé dès 1895, par le poète napolitain  Ferdinando Russo (it) , dans une série d'articles dans lesquels il décrit une atmosphère urbaine napolitaine  pleine de contradictions et de pénombres. Puis en 1897, il publie  plusieurs  sonnets intitulés  E scugnizze dédiés aux enfants des rues. En 1945, les scugnizzi sont aussi à l'origine du terme sciuscià.
Malgré sa mauvaise réputation - dans la culture populaire - le scugnizzo est perçu comme quelqu'un de sympathique et de positif et est souvent choisi comme protagoniste ou personnage de film comme  L'ultimo scugnizzo (it) (1938), Païsa (1946), Scugnizzi (1989), …

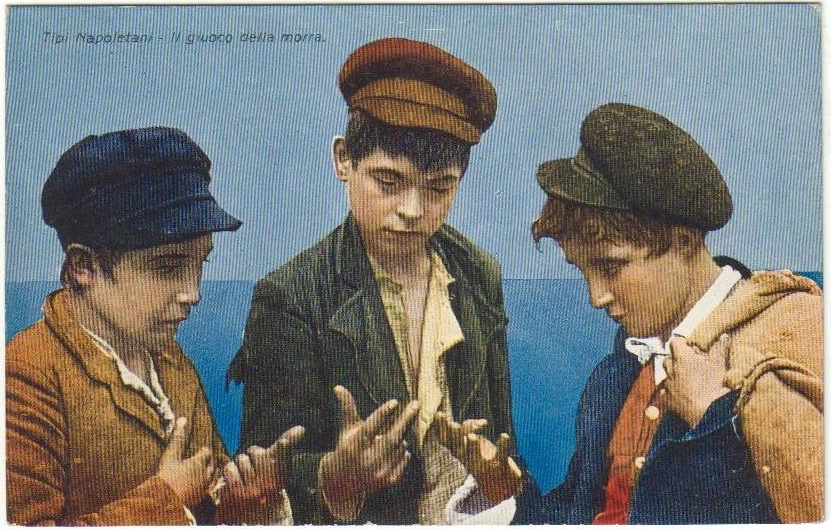
Scugnizzi jouant à la morra.
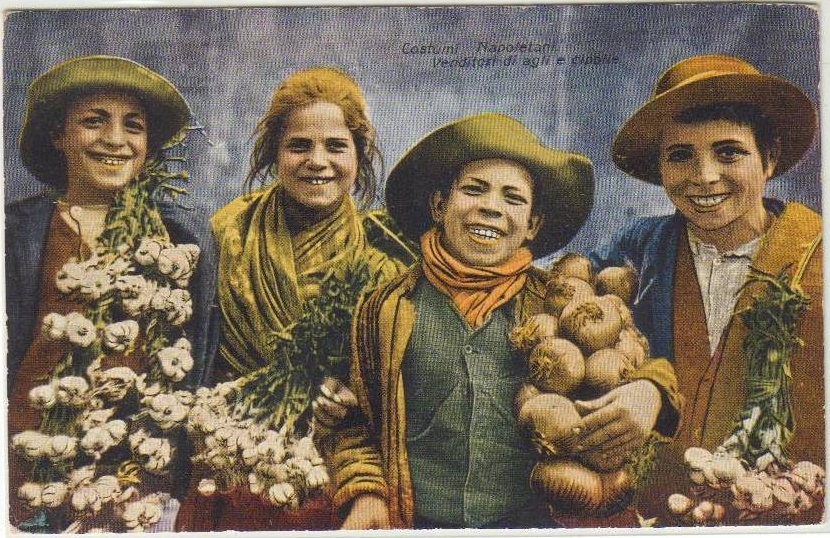
Vendeurs d'aulx et d'oignons.